# Lavender (logiciel)
Pour les articles homonymes, voir Lavender.
Lavender est un logiciel de ciblage par intelligence artificielle développé par l'armée israélienne pour générer une liste de cibles à éliminer durant la guerre de Gaza,. 

## Fonctionnement
Lavender dresse une liste noire, appelée en anglais : kill list,  qui comprend jusqu'à 37 000 Palestiniens définis par l'intelligence artificielle comme militants présumés du Hamas et du Jihad islamique palestinien et désignés pour des assassinats ciblés, par des frappes aériennes durant le conflit.
Ce logiciel associé à The Gospel et Where’s Daddy sont utilisés par Tsahal dans le ciblage assisté par l'IA dans la bande de Gaza par Israël. The Gospel permet de détruire intentionnellement des infrastructures civiles à Gaza, notamment des complexes d'appartements, des universités et des banques, dans le but d'exercer une « pression civile » sur le Hamas. Quant à Where’s Daddy, il s'agit d'un programme de géolocalisation de téléphones portables pour avertir les opérateurs militaires israéliens lorsque des personnes de la liste noire, désignées comme cibles militaires, pénètrent dans un lieu spécifique comme le domicile familial, où elles peuvent être attaquées. 
Le programme informatique propose alors à un opérateur des cibles disponibles à assassiner. Ce dernier s'assure que la cible est bien humaine puis il autorise le bombardement,. L'attaque est généralement commise de nuit en présence de la famille de la cible,,. 
10 % des cibles identifiées et bombardées pourraient l'avoir été par erreur, ce qui pointerait le manque de fiabilité du programme.